# Wybory parlamentarne w Holandii w 2010 roku
Wybory parlamentarne w Holandii w 2010 roku – odbyły się 9 czerwca 2010. W ich wyniku został wyłoniony skład Tweede Kamer, czyli niższej izby holenderskich Stanów Generalnych. Zwycięstwo odniosła opozycyjna liberalna Partia Ludowa na rzecz Wolności i Demokracji (VVD) na czele z Markiem Rutte.

## Organizacja wyborów
Zgodnie z konstytucją kolejne wybory parlamentarne w Holandii powinny odbyć się jesienią 2010, jednak w związku z rozpadem koalicji rządowej w lutym 2010 zaistniała konieczność rozpisania przedterminowych wyborów. Ich datę wyznaczyła królowa Beatrycze 23 lutego – w dniu wręczenia dymisji ministrom z Partii Pracy (PvdA). Powodem rozpadu koalicji był sprzeciw PvdA wobec planów przedłużenia mandatu holenderskiej misji wojskowej w Afganistanie.
Do głosowania uprawnionych było niemal 12 milionów obywateli Holandii. W ok. 10 tys. lokali wybierali oni 150 przedstawicieli. Według sondaży największe szanse na zwycięstwo miała Partia Ludowa na rzecz Wolności i Demokracji, a po niej kolejno Partia Pracy, Apel Chrześcijańsko-Demokratyczny oraz Partia Wolności.

## Wyniki wyborów
Zwycięstwo w wyborach odniosła zgodnie z oczekiwaniami liberalna Partia Ludowa na rzecz Wolności i Demokracji (VVD), zdobywając 31 mandatów w 150-osobowym parlamencie. Tuż za nią uplasowała się socjaldemokratyczna Partia Pracy (PvdA) z 30 mandatami. Za sukces można uznać wynik nacjonalistycznej Partii Wolności (PVV), która podwoiła swój stan posiadania i zdobyła 24 mandaty. Zdecydowaną porażkę poniósł rządzący Apel Chrześcijańsko-Demokratyczny (CDA), który utracił połowę posiadanych miejsc (z 41 do 21 mandatów). Jego lider premier Jan Peter Balkenende w konsekwencji zrezygnował z przewodzenia i przynależności do partii oraz uzyskanego mandatu deputowanego. Rola utworzenia nowego rządu przypadła liderowi zwycięskiej VVD, Markowi Rutte. 

Podział mandatów w parlamencie

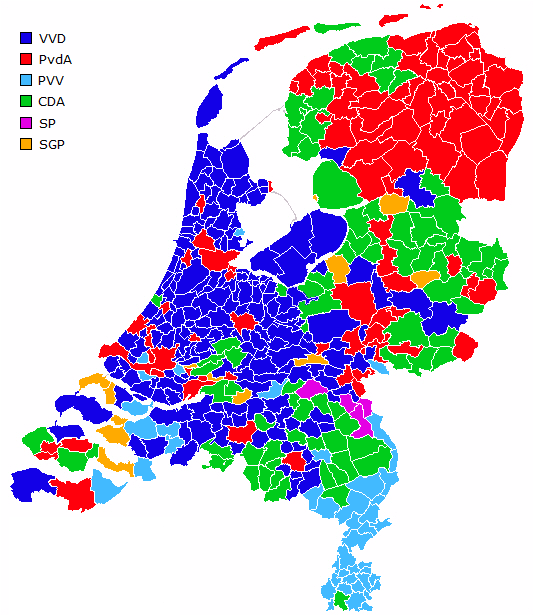
Wygrane w okręgach wyborczych

- Wyniki wyborów do parlamentu:

| Partia polityczna | Partia polityczna                                  | Liczba głosów | %     | +/–    | Liczba mandatów | +/– |
| ----------------- | -------------------------------------------------- | ------------- | ----- | ------ | --------------- | --- |
|                   | Partia Ludowa na rzecz Wolności i Demokracji (VVD) | 1 929 575     | 20,5% | +5,8%  | 31              | +9  |
|                   | Partia Pracy (PvdA)                                | 1 848 805     | 19,6% | -1,6%  | 30              | -3  |
|                   | Partia Wolności (PVV)                              | 1 454 493     | 15,4% | +9,5%  | 24              | +15 |
|                   | Apel Chrześcijańsko-Demokratyczny (CDA)            | 1 281 886     | 13,6% | -12,9% | 21              | -20 |
|                   | Partia Socjalistyczna (SP)                         | 924 696       | 9,8%  | -6,8%  | 15              | -10 |
|                   | Demokraci 66 (D66)                                 | 654 167       | 6,9%  | +4,9%  | 10              | +7  |
|                   | GroenLinks (GL)                                    | 628 096       | 6,7%  | +2,1%  | 10              | +3  |
|                   | ChristenUnie (CU)                                  | 305 094       | 3,2%  | -0,8%  | 5               | -1  |
|                   | Polityczna Partia Protestantów (SGP)               | 163 581       | 1,7%  | +0,1%  | 2               | 0   |
|                   | Partia na rzecz Zwierząt (PvdD)                    | 122 317       | 1,3%  | -0,5%  | 2               | 0   |
|                   | Pozostałe partie                                   | 103 291       | ~1,1% |        | 0               | 0   |
|                   | Razem                                              | 9 305 647     | 100%  | –      | 150             | –   |
| Źródło:           |                                                    |               |       |        |                 |     |